# Taylor Chorney
Taylor Chorney (* 27. April 1987 in Thunder Bay, Ontario) ist ein ehemaliger US-amerikanisch-kanadischer Eishockeyspieler, der im Verlauf seiner aktiven Karriere zwischen 2005 und 2021 unter anderem 178 Spiele für die Edmonton Oilers, St. Louis Blues, Pittsburgh Penguins, Washington Capitals und Columbus Blue Jackets in der National Hockey League (NHL) auf der Position des Verteidigers bestritten hat. Darüber hinaus absolvierte Chorney weitere 425 Partien in der American Hockey League (AHL) und verbrachte zwei Spielzeiten beim HC Lugano in der Schweizer National League. Sein Vater Marc war ebenfalls ein professioneller Eishockeyspieler.

## Karriere

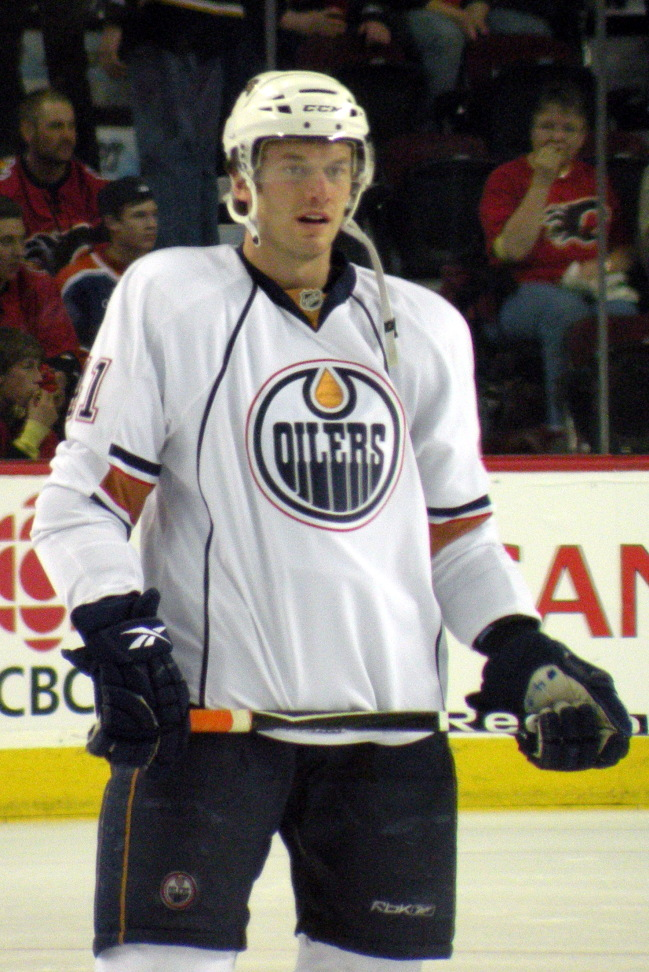
Chorney im Trikot der Edmonton Oilers (2009)

Taylor Chorney spielte zunächst von 2003 bis 2005 für die Eishockeymannschaft der Shattuck St. Mary’s im High-School-Ligensystem der Vereinigten Staaten. Seine Karriere als Eishockeyspieler setzte er in der Mannschaft der University of North Dakota fort, in der er von 2005 bis 2008 aktiv war. Zuvor war er bereits als Juniorenspieler im NHL Entry Draft 2005 in der zweiten Runde als insgesamt 36. Spieler von den Edmonton Oilers ausgewählt worden, für die er in der Saison 2008/09 sein Debüt in der National Hockey League (NHL) gab. Dabei blieb er in zwei Spielen punkt- und straflos. Die restliche Spielzeit verbrachte der Verteidiger bei deren Farmteam aus der American Hockey League (AHL), den Springfield Falcons, für die er in 68 Spielen fünf Tore erzielte und 16 Vorlagen gab.
Nachdem er zu Beginn der Saison 2009/10 viermal in der AHL für Springfield zum Einsatz gekommen war, wurde Chorney in den NHL-Kader der Oilers berufen, für die er in der Folgezeit regelmäßig auflief. Im Oktober 2011 setzten ihn die Oilers auf die Waiverliste, von der ihn die St. Louis Blues auswählten. Rund einen Monat später fand sich Chorney erneut auf der Waiverliste wieder, sodass ihn die Edmonton Oilers in ihren Kader zurückholten. Im Juli 2012 unterzeichnete Chorney als Free Agent einen Einjahresvertrag bei den St. Louis Blues, allerdings verbrachte er die Saison 2012/13 fast ausschließlich beim AHL-Farmteam der Blues, den Peoria Rivermen. Auch zu Beginn der Saison 2013/14 wurde Chorney aus dem erweiterten Kader in die AHL abgegeben, nun an das neue Farmteam, die Chicago Wolves. Nach der Spielzeit 2013/14 schloss sich der Abwehrspieler den Pittsburgh Penguins an, für die er insgesamt zwölf Einsätze absolvierte, jedoch erneut hauptsächlich in der AHL bei den Wilkes-Barre/Scranton Penguins zum Einsatz kam. Nach einem Jahr wechselte er im Juli 2015 erneut und unterzeichnete einen Einjahresvertrag bei den Washington Capitals. Dieser wurde anschließend zwei Jahre verlängert, bevor er im Februar 2018 über den Waiver zu den Columbus Blue Jackets gelangte.
Im Juli 2018 unterzeichnete Chorney einen Einjahresvertrag beim HC Lugano aus der Schweizer National League. Im April 2019 wurde sein Vertrag um ein Jahr verlängert. Im August 2020 wurde Chorney vom EC Red Bull Salzburg aus der ICE Hockey League unter Vertrag genommen. Nach 45 Spielen und 15 Scorerpunkten für die Roten Bullen beendete der 33-Jährige im April 2021 seine aktive Karriere.

### International
Mit den Juniorennationalteams der USA nahm Chorney im Juniorenbereich an der U18-Junioren-Weltmeisterschaft 2005 sowie den U20-Junioren-Weltmeisterschaften der Jahre 2006 und 2007 teil. Dabei wurde er mit der U18-Auswahl im Jahr 2005 Weltmeister dieser Altersklasse. Bei den U20-Junioren errang er im Jahr 2007 die Bronzemedaille.
Für die A-Nationalmannschaft bestritt Chorney die Weltmeisterschaft 2010 in Deutschland, die die US-Amerikaner auf dem 13. Platz beendeten.

## Erfolge und Auszeichnungen
| - 2006 Broadmoor-Trophy-Gewinn mit der University of North Dakota - 2007 WCHA All-Tournament Team - 2007 WCHA Second All-Star Team | - 2007 NCAA West Second All-American Team - 2008 WCHA All-Tournament Team - 2008 WCHA First All-Star Team |

### International
- 2005 Goldmedaille bei der U18-Junioren-Weltmeisterschaft
- 2007 Bronzemedaille bei der U20-Junioren-Weltmeisterschaft

## Karrierestatistik

### International
Vertrat die USA bei:
- U18-Junioren-Weltmeisterschaft 2005
- U20-Junioren-Weltmeisterschaft 2006
- U20-Junioren-Weltmeisterschaft 2007
- Weltmeisterschaft 2010

(Legende zur Spielerstatistik: Sp oder GP = absolvierte Spiele; T oder G = erzielte Tore; V oder A = erzielte Assists; Pkt oder Pts = erzielte Scorerpunkte; SM oder PIM = erhaltene Strafminuten; +/− = Plus/Minus-Bilanz; PP = erzielte Überzahltore; SH = erzielte Unterzahltore; GW = erzielte Siegtore; 1 Play-downs/Relegation; Kursiv: Statistik nicht vollständig)